# Stevens (Rennwagen)
Stevens war ein US-amerikanischer Chassis-Hersteller im Monoposto-Rennwagenbau der 1930er bis 1960er Jahre. Die Firma war nach Myron George Stevens benannt und wurde Anfang der 1930er Jahre gegründet.

## Geschichte
Stevens begann 1922 für Harry A. Miller zu arbeiten und baute Karosserien, Rahmen und Kraftstofftanks für Miller-Rennwagen. Im Jahr 1927 beauftragte Frank Lockhart, der Sieger des Indianapolis 500 von 1926, Stevens mit der Herstellung der Karosserie für Lockharts Stutz Black Hawk-Landgeschwindigkeitsrekordwagen. Nachdem Lockhard in diesem Wagen ums Leben gekommen war, eröffnete Stevens seine eigene Werkstatt, in der er seine eigenen Rennwagen konstruierte.

## Einsätze
Die Stevens-Rennwagen kamen in der ersten Hälfte der 1950er-Jahre in der AAA-National-Serie zum Einsatz. Einsätze von Stevens Rennwagen mit Offenhauser-Motoren sind von 1938 bis 1966 belegt, wobei 2 Siege – Springfield 1947 und Good Time Park 1947; beide erzielt durch Tony Bettenhausen – gelangen. Allerdings wurden die Stevens Chassis auch mit einer Reihe anderer Motoren zum Einsatz gebracht.

### Indianapolis 500
1930 belegten Stevens-Rennwagen 4 Plätze in den Top 6 bei den Indianapolis 500. 1931 gewann Louis Schneider auf einem Stevens-Miller das Rennen. Ein weiterer Sieg gelang Louis Meyer 1936.
1950, sowie in den Jahren von 1952 bis 1956, wurden die Fahrzeuge auch von unterschiedlichen Teams beim 500-Meilen-Rennen von Indianapolis eingesetzt. 1950 fuhr Duane Carter einen Stevens mit Offenhauser-Motor an die 13. Stelle der Gesamtwertung. Das beste Ergebnis in Indianapolis für einen Stevens erzielte 1953 Ernie McCoy mit dem achten Gesamtrang. Bester Startplatz war die Pole-Position von Jerry Hoyt 1955.